# シャルロッテ・フォン・シュタイン

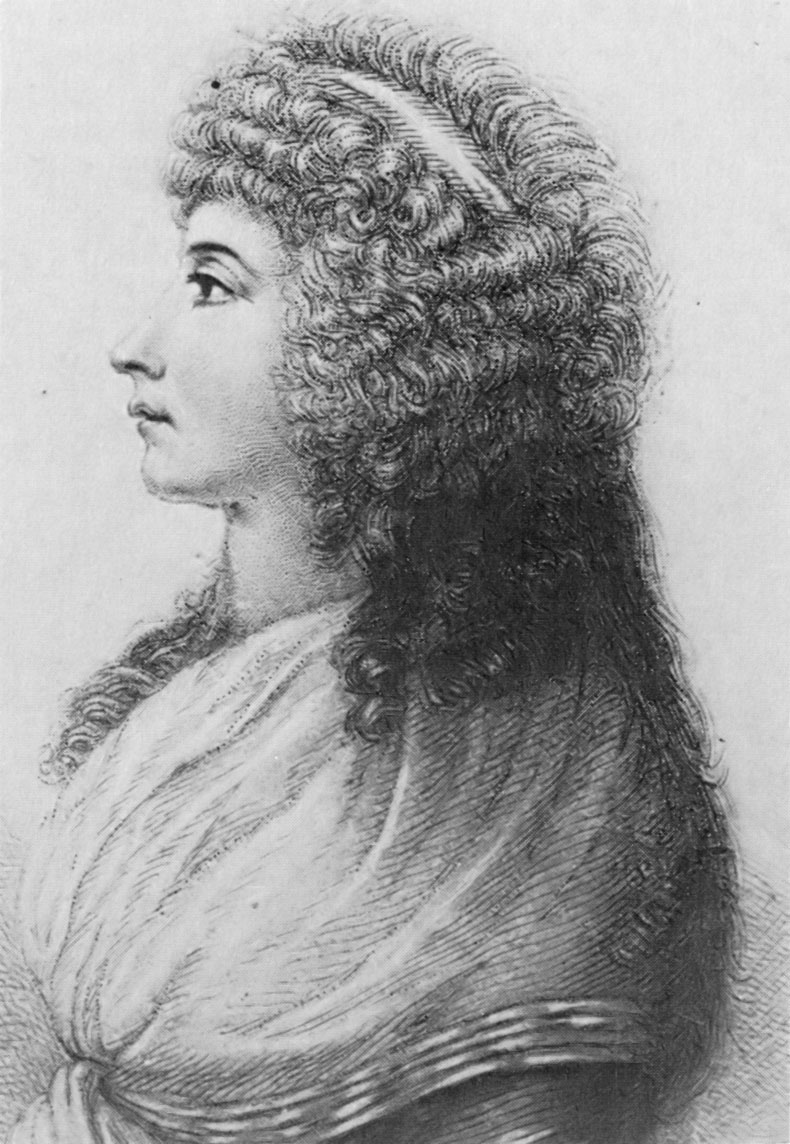
シャルロッテ・フォン・シュタイン

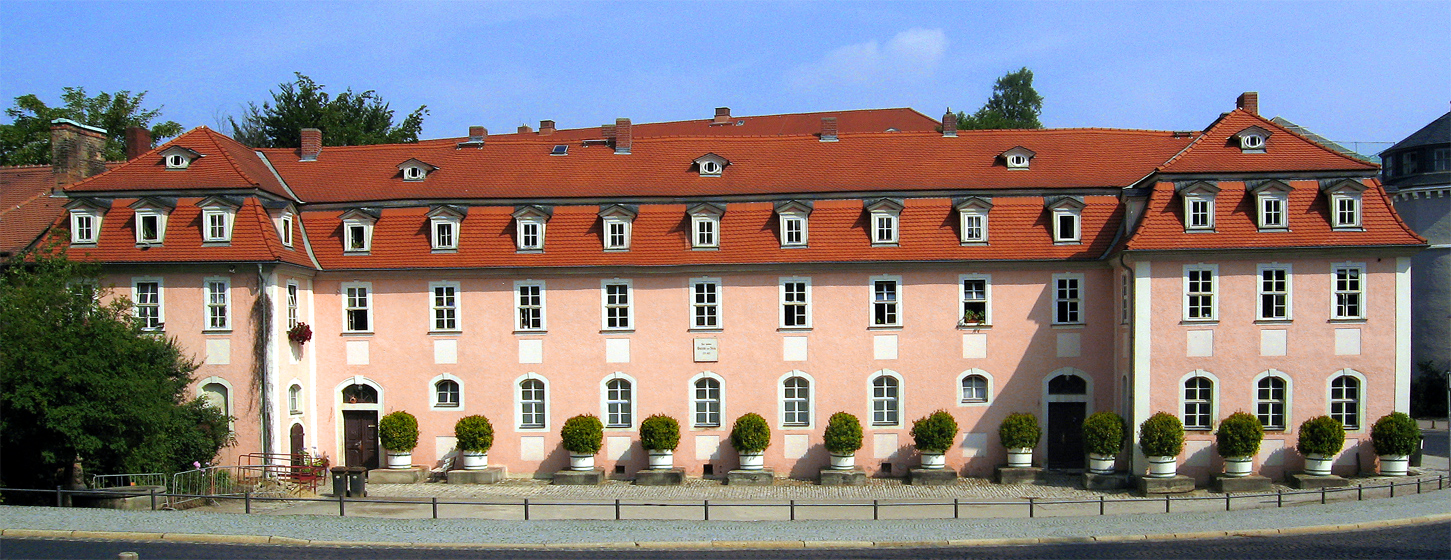
ワイマールの邸宅

シャルロッテ・アルベルティーネ・エルネスティーネ・フォン・シュタイン(シャルト)（Charlotte Albertine Ernestine von Stein(Schardt) , 1742年12月25日 - 1827年1月6日）はドイツ・ヴァイマール公国のフォン・シュタイン男爵の妻であり、ヴァイマール時代のゲーテと親しかった人物。「(フォン)・シュタイン夫人」としても知られる。彼女の存在は、ゲーテのほかシラー、ヘルダーなど同時代のヴァイマルの文人たちに大きな影響を与えた。彼女自身も文人として知られていた。

## 生涯
彼女はヴァイマールの主馬頭、ヨハン・ヴィルヘルム・クリスティアン・フォン・シャルトとコンコルディア・エリーザベト・フォン・シャルトとの二番目の子供としてアイゼナハで生まれた。幼少期から教育を受け16歳でヴァイマールの宮廷女官になり、ヴァイマールのアンナ・アマーリア公妃の元で働く。1764年にヴァイマールの主馬頭、ゴットロープ・エルンスト・ヨジーアス・フリードリヒ・フォン・シュタインと結婚し、シュタイン夫人となる。夫婦の間には三人の子どもが育った。1775年にドイツの文豪ゲーテがカール・アウグスト公の導きによりヴァイマールを訪れ、程なくして彼女を知ることになる。ゲーテはたちまち彼女の虜になり、シュタイン夫人と親密に交わるようになった。その熱心さは宮廷でも有名であった。高い教養を身につけていて、それでいて誠実で繊細で誰からも好かれる性格の人物としてゲーテには映っていた。ゲーテは多くの詩や手紙などを彼女に送り続けていた。シュタイン夫人との交流はゲーテを人間的にも成長させ、かつ文学的にはゲーテを古典主義へと導く重要な要素のひとつにもなっていった。ゲーテからの熱心なアプローチは、ゲーテが突然イタリアへと旅立つ1786年まで11年近く続いた。一説にはゲーテのイタリアへの旅立ちのきっかけのひとつにシュタイン夫人との関係の煩わしさからの解放があったといわれている。
しかし、1788年にゲーテがイタリアから帰ってきた後は二人の関係は冷ややかなものになっていた。ゲーテとの関係回復にはしばらく時間がかかった。またこの頃にヴァイマールを訪れてきた大詩人・フリードリヒ・フォン・シラーを知り、シュタイン夫人はシラーの結婚にも一役を買った。シラーからも彼女の人間性は賞賛された。一方で1790年には自身の父が、1793年には夫であるシュタイン男爵がそれぞれ死去するなど不幸が襲った。相次ぐ死やゲーテとの関係解消などで当時孤立を感じていた彼女は1794年にその悲しみを悲劇「ディードー」(Dido)として書き下ろした。晩年はゲーテとの共通の友人でもある詩人のカール・ルートヴィヒ・クネーベルや医者で著述家のヨハン・ゲオルク・ツィマーマンなどと親しく交わった。老年になり身体的に衰えたものの、知的関心は持ち続けていたという。1827年に84歳で死去。